# 彭里斯市政廳
彭里斯市政廳（英語：Penrith Town Hall）是位於英格蘭坎布里亞郡彭里斯市科尼廣場的一座市政建築物。該建築物是伊登區議會的總部，是一棟二級保護建築。
彭里斯市政廳源自於兩座完全相同的18世紀末新古典主義風格的房屋；左邊的房屋曾經是當地的醫生利文斯通的住所，右邊的房屋曾經是約翰·華茲華斯的住所，約翰·華茲華斯是詩人威廉·華茲華斯的堂兄。